# Giuseppe Grezar
Giuseppe Grezar (* 25. November 1918 in Triest; † 4. Mai 1949 in Superga) war ein italienischer Fußballspieler. Als Teil der berühmten Mannschaft des Grande Torino gewann er fünf italienische Meistertitel und brachte es auch auf acht Länderspiele für sein Heimatland.

## Karriere
Giuseppe Grezar wurde am 25. November 1918 in der norditalienischen Stadt Triest, damals gerade neu zu Italien gefallen, geboren. Das Fußballspielen lernte er beim dort ansässigen Klub US Triestina, wo er zunächst die Jugendabteilung besuchte und schließlich 1938 mit zwanzig Jahren Aufnahme in die erste Mannschaft des Vereins fand. Triestina war damals ein beständiger Erstligist, sodass Giuseppe Grezar schon von Beginn seiner Karriere an auf dem höchsten Level des italienischen Vereinsfußballs agierte. Er spielte von 1938 bis 1942 für die US Triestina und machte in dieser Zeit insgesamt 83 Ligaspiele mit fünfzehn Torerfolgen für seinen Arbeitgeber. Beste Platzierung war dabei Platz sechs in der Serie A 1937/38.
Im Sommer 1942 wurde Giuseppe Grezar vom AC Turin unter Vertrag genommen, der damals unter Präsident Ferruccio Novo eine der besten Mannschaften in der Geschichte des italienischen Fußballs formte. Mit Spielern wie Valentino Mazzola, Ezio Loik oder Romeo Menti dominierte der Verein die Vierzigerjahre des Calcio. In der Saison 1942/43, Giuseppe Grezars erster Spielzeit im Stadio Filadelfia, wurde der erste Meistertitel dieser Erfolgsphase erreicht. In der Serie A wurde der erste Platz mit einem Vorsprung von einem Punkt vor dem Überraschungsteam von der US Livorno belegt. Da nach der Saison die Meisterschaft kriegsbedingt zwei Jahre pausierte, musste auch die erfolgreiche Mannschaft des Grande Torino eine Pause einlegen. In dieser Pause kickte Giuseppe Grezar 1944 für ein Jahr bei Ampelea Conservifici im heutigen Slowenien, damals aber zu Italien gehörend. Ab 1945 stand er dann wieder für den AC Turin auf dem Platz und verhalf seinem Team direkt zur ersten Nachkriegsmeisterschaft in der Serie A 1945/46. In der Finalrunde sicherte man sich Platz eins einen Zähler vor Lokalrivale Juventus. Den dritten italienischen Meistertitel in Serie holte die große Mannschaft des AC Turin in der Saison 1946/47, als man die Saison als Erster mit zehn Punkten erneut vor Juventus beendete. Damit hatte Torino schon drei Meistertitel hintereinander gelandet, doch in der Folgesaison kam gleich Nummer vier dazu. Erneut wurde man Erster, diesmal mit einem Vorsprung von unglaublichen sechzehn Punkten gegenüber dem zweitplatzierten AC Mailand. Der Turnier Angriff stellte zudem mit 125 Toren in einer Saison einen neuen und bis heute nicht ansatzweise überbotenen Rekord auf. Genauso dominant spielte Torino auch die Saison 1948/49 und sicherte sich Ende April durch ein Remis beim AS Bari den fünften Meistertitel in Folge. Danach vereinbarte Vereinspräsident Novo ein Freundschaftsspiel in Lissabon. Auf dem Rückflug wurde das Flugzeug des Typs Fiat G.212 gegen den Berg Superga nahe Turin geflogen. Den Flugunfall von Superga überlebte keiner der Insassen; die große Zeit des Grande Torino war damit mit einem Schlag vorbei. Auch Giuseppe Grezar befand sich unter den Opfern des Unfalls, der Mittelfeldspieler wurde 30 Jahre alt.
Fast zwei Jahrzehnte nach dem Tod von Giuseppe Grezar benannte Triest sein größtes städtisches Stadion, das Stadio Communale, unter anderem Austragungsort der Fußball-Weltmeisterschaft 1934 und Heimstätte der US Triestina, um in Stadio Giuseppe Grezar. Der Verein nutzte es bis 1992 als Heimstadion, ehe man in das größere und modernere Stadio Nereo Rocco umzog. Heute wird das Stadio Giuseppe Grezar noch von einem lokalen Triester Klub genutzt.

## Erfolge
- Italienische Meisterschaft: 5×

1942/43, 1945/46, 1946/47, 1947/48 und 1948/49 mit dem AC Turin
- Italienischer Pokalsieg: 1×

1942/43 mit dem AC Turin